# (38392) 1999 RQ189
1999 RQ189 (asteroide 38392) é um asteroide da cintura principal. Possui uma excentricidade de 0.07324200 e uma inclinação de 4.65755º.
Este asteroide foi descoberto no dia 9 de setembro de 1999 por LINEAR em Socorro.